# Eremiaphila cerisyi
Eremiaphila cerisyi è una specie di mantide religiosa appartenente al genere Eremiaphila.